# Mathon
Mathon foi uma comuna da Suíça, no Cantão Grisões, com cerca de 58 habitantes. Estendia-se por uma área de 15,12 km², de densidade populacional de 4 hab/km². Confinava com as seguintes comunas: Casti-Wergenstein, Donat, Lohn, Safien, Tschappina.
A língua oficial nesta comuna era o Alemão e Romanche.

## História
Em 1 de janeiro de 2021, passou a formar parte da nova comuna de Muntogna da Schons.